# Sergio Massa
Sergio Tomás Massa, né le 28 avril 1972 à Buenos Aires (Argentine), est un haut fonctionnaire et homme politique argentin.

## Biographie
Sergio Massa est né à Buenos Aires le 28 avril 1972. Ses parents étaient des émigrés italiens. Il a fait ses études primaires et secondaires au Colegio Agustiniano de la ville de San Andrés et a étudié le droit à l'université de Belgrano.
Sergio Massa a été pendant des années membre de l’Union du centre démocratique (UCD, droite), où il a notamment été président de la Jeunesse libérale.
Il rejoint le Parti justicialiste au milieu des années 1990, séduit par la déclinaison néolibérale du péronisme sous la présidence de Carlos Menem. Il se marie avec Malena Galmarini, la fille d’un ancien ministre de Menem, avec qui il a deux enfants.
Il est élu député provincial de Buenos Aires en 1997 alors qu'il n'avait que 27 ans. En 2007, il est élu maire de Tigre, une municipalité du nord de Buenos Aires, historiquement imprenable pour le péronisme.
Il est chef du cabinet des ministres de la présidente Cristina Fernández de Kirchner du 23 juillet 2008 au 8 juillet 2009, succédant à Alberto Fernández. Au cours de cette période, le gouvernement argentin renationalise les caisses de retraite et la  compagnie aérienne Aerolíneas Argentinas,. Il quittera finalement le gouvernement, le jugeant trop à gauche.
Généralement qualifié de « péroniste de droite », son parti, le Front rénovateur (es), rassemble près de 25 % des voix aux élections législatives de 2013, battant même le Front pour la victoire dans la province de Buenos Aires.
Candidat à l'élection présidentielle de 2015, il termina à la troisième place avec 21 % des suffrages.
Bien que reprochant à Mauricio Macri, élu président, d’être le « candidat des hommes d'affaires », il accompagne ce dernier au Forum de Davos.
Il est candidat aux élections sénatoriales en 2017 mais n'est pas élu.
Il rejoint en 2019, après d'intenses négociations, le Front de tous, et soutient la candidature à l'élection présidentielle d'Alberto Fernández. Le 10 décembre 2019, il devient président de la Chambre des députés d'Argentine. Il y fait entendre sa différence au sein de la coalition péroniste, tout en continuant de cultiver ses contacts internationaux, en particulier aux États-Unis.
Le 29 juillet 2022, il prend la tête d'un grand ministère réunissant le ministère de l'économie, du développement productif et de l'agriculture. Il présente une série de mesures visant à réduire les dépenses publiques, l’émission monétaire et le déficit budgétaire.
Sous sa gestion, l'Argentine abandonne en avril 2023 le dollar au profit du yuan pour payer ses importations chinoises. En septembre 2023, il annonce la suppression de l'impôt sur le revenu pour l'ensemble des employés, ouvriers et retraités qui toucheraient, chaque mois, moins de 15 fois le salaire minimum.
En juin 2023, il est choisi par le camp péroniste comme pré-candidat à la présidence vue des élections primaires, préalables à l'élection présidentielle de 2023. Il arrive en deuxième position des primaires avec 21,4 %, puis en tête du premier tour de l'élection présidentielle avec 36,8  % ; il est battu au second tour par le libertarien d'extrême droite Javier Milei, recueillant 44 % des suffrages exprimés.